# Javier Lliso
Javier Lliso Recarte (Madrid, 18 de agosto de 1997) es un deportista español que compite en esquí acrobático, especialista en las pruebas de big air y slopestyle. Participó en los Juegos Olímpicos de Pekín 2022, ocupando el sexto lugar en la prueba de big air.